# Nagareyama Challenger
Il Nagareyama Challenger è stato un torneo professionistico di tennis giocato su campi in cemento. Faceva parte dell'ATP Challenger Series. L'unica edizione si è disputata a Nagareyama in Giappone.

## Albo d'oro

### Singolare
| Anno | Campione        | Finalista           | Punteggio     |
| ---- | --------------- | ------------------- | ------------- |
| 1982 | Russell Simpson | Charles Buzz Strode | 6–3, 6–7, 7–5 |

### Doppio
| Anno | Campioni                               | Finalisti                  | Punteggio     |
| ---- | -------------------------------------- | -------------------------- | ------------- |
| 1982 | Charles Buzz Strode Morris Skip Strode | Sashi Menon Walter Redondo | 4–6, 6–1, 6–4 |